# Tom Watson
Thomas Sturges "Tom" Watson (født 4. september 1949 i Kansas City, Missouri, USA) er en amerikansk golfspiller, der i flere årtier har været en af sit lands mest succesfulde. Pr. september 2010 står han noteret for 39 sejre på PGA Touren, og har desuden vundet 8 Major-turneringer, der fordeler sig således:
- US Masters
  - 1977 og 1981

- US Open
  - 1982

- British Open
  - 1975, 1977, 1980, 1982 og 1983

Watson deltog i 1977, 1981, 1983 og 1989 det amerikanske hold ved Ryder Cupen, og var desuden kaptajn for holdet i 1993. Hans faste caddy var Bruce Edwards.